# 梁世榮
梁世榮博士，是香港理工大學應用社會科學系副教授。早年畢業於香港中文大學，後來於澳洲國立大學取得哲學博士 ， 香港青年作者協會 會員。 1978年 起投稿，作品出現於 《中大學生報》、《新亞學生報》、《新晚報》、《文匯報》、《公教報》、《星島日報》、《Recruit》等。梁世榮出版的文學著作有《第一課：童詩新詩合集》、《還是讀書好》、《懶出彩虹》、《我們的足球場》。

## 報紙專欄
- 《新報．大學站》
- 《星島日報．書品》
- 《星島日報．普及文化》
- 《明報．文化四面睇》
- 《明報．文化長短打》。

## 文學獎項（包括）
- 青年文學獎
- 中文文學創作獎
- 八十年代最佳兒童故事獎

## 外部連結
- 梁世榮博士簡歷